# Синичина
Синичина (Синичино, Синичена и др.) — упразднённая в 2017 году деревня в Карачевском районе Брянской области России. Входила в состав Бошинского сельского поселения.  
Постоянное население с 2006 года отсутствует.

## География
Деревня находилась в восточной части Брянской области, на Среднерусской возвышенности в центре Восточно-Европейской равнины, в зоне хвойно-широколиственных лесов, в 3 км к югу от села Бошино.

## История
Упоминается с XVIII века как владение Хитрово, позднее Заборовских, Добровольских и других помещиков. Состояла в приходе села Бошино.
Упразднена законом Брянской области от 1 июля 2017 года № 47-З как фактически не существующая в связи с переселением жителей в другие населённые пункты.

### Административно-территориальная принадлежность
До 1929 года входила в Карачевский уезд (с 1861 — в составе Бошинской волости, с 1924 в Вельяминовской волости). 
 С 1929 в Карачевском районе (в 1920-30-х гг. — в Уткинском сельсовете, затем до 2005 в Петровском сельсовете).

## Население
| Годы      | 1866 | 1887 | 1926 | 1979 | 1989 | 2002 | 2010 |
| --------- | ---- | ---- | ---- | ---- | ---- | ---- | ---- |
| Население | 123  | 165  | 174  | 36   | 5    | 1    | 0    |